# Lipa (Łódź)
Pour les articles homonymes, voir Lipa.
Lipa est une localité polonaise de la gmina de Stryków, située dans le powiat de Zgierz en voïvodie de Łódź.